# جوسلین مرلن
جوسلین مرلن (انگلیسی: Jocelyn Merlen؛ زادهٔ ۸ نوامبر ۱۹۷۲) بازیکن فوتبال اهل فرانسه است.